# José Carlos Mayrink da Silva Ferrão
José Carlos Mayrink da Silva Ferrão (Ouro Preto, MG, 5 de dezembro de 1771 - 15 de janeiro de 1846, Recife, PE), foi um proprietário rural e político brasileiro. Filho do Capitão Baltazar João Mayrink e Maria Joaquina Dorotéia de Seixas, foi também irmão de Maria Dorotéia Joaquina de Seixas Brandão, também conhecida como "Marília de Dirceu". Ele adotou o nome de família Silva Ferrão.
No Rio de Janeiro, onde foi estudar, ele conheceu Caetano Pinto de Miranda Montenegro, governador nomeado de Mato Grosso, de quem se tornou secretário. Quando Montenegro foi transferido para Pernambuco, em 1804, José Carlos o acompanhou, continuando como secretário do governador.
Ele permaneceu no cargo até a deposição do governador em 1817. Envolvido na Revolução Pernambucana de 1817, ele teve que fugir e foi para o exílio em Paris. Voltando ao Recife, algum tempo depois, com o Império, foi nomeado o primeiro presidente da província de Pernambuco (nomeado carta imperial em 25 de abril de 1824, assumiu a 23 de maio de 1824), até 14 de abril de 1826, quando viajou para a corte imperial (a cidade do Rio de Janeiro) para assumir o cargo vitalício de senador do Império do Brasil, de 1826 a 1846. Ele reassumiu o cargo de presidente da província, voltando a administrá-la em 1827 (nomeado em 20 de janeiro de 1827, assumiu em 25 de outubro de 1827) até 29 de dezembro de 1828. Ele transferiu a capital de Pernambuco, Olinda para o Recife. Mais uma vez, ele foi o terceiro presidente de Pernambuco (de 30 de outubro de 1827 a 24 de dezembro de 1828).
Além de ter sido um senador do Império do Brasil, foi também Coronel de Milícias da Cavalaria do Cabo e, Coronel da Guarda Nacional. Foi também Cavaleiro da Imperial Ordem de Cristo.
Ele deixou descendência, por onde corre o nome de Seixas Ferrão, de seu casamento com Maria Joana Maria Gomes de Deus (1776, Recife, PE - 10 de agosto de 1866, Recife, PE), filha de João Antônio Gomes, chefe da família Gomes de Pernambuco e neta materna de Domingos Pereira Pires, patriarca da família Pereira Pires, de Pernambuco.